# Dăbuleni
Dăbuleni is een stad (oraș) in het Roemeense district Dolj. De stad telt 13.888 inwoners (2002).
De stad ligt in de Sahara Olteniei.